# Thomas Abratis
Thomas Abratis (Waldheim, RDA, 6 de mayo de 1967) es un deportista alemán que compitió para la RDA en esquí en la modalidad de combinada nórdica. Ganó una medalla de bronce en el Campeonato Mundial de Esquí Nórdico de 1989, en la prueba por equipo.

## Palmarés internacional
| Representando a la RDA |                   |                   |                           |
| Campeonato Mundial     |                   |                   |                           |
| Año                    | Lugar             | Medalla           | Prueba                    |
| 1989                   | Lahti (Finlandia) | Medalla de bronce | TN + 3 × 10 km por equipo |